# Carter Lake
Carter Lake är en sjö i Kanada.   Den ligger i provinsen Nova Scotia, i den östra delen av landet, 900 km öster om huvudstaden Ottawa. Carter Lake ligger 321 meter över havet.
I omgivningarna runt Carter Lake växer i huvudsak blandskog. Runt Carter Lake är det mycket glesbefolkat, med 4 invånare per kvadratkilometer.